# 金序晏
金序晏（韓語：김서안，1998年7月12日—），韓國女演員。

## 影視作品

### 劇集
| 年份 | 播放平台 | 劇名                          | 角色   | 備註 |
| 2019 | VLIVE    | 《獨立也能過得好的女孩智恩2》 | 姜敏雅 | 配角 |
| 2020 | PLAYLIST | 《另一個結局》                | 高秀慧 | 配角 |
| 2020 | tvN D    | 《少女的世界》                | 金秀彬 | 配角 |
| 2020 | tvN D    | 《曖昧之路》                  | 玄在熙 | 主演 |
| 2021 | MBN      | 《打包袱—盜取命運》           |        |      |
| 2023 | MBC      | 《戀人》                      | 玲娘   | 配角 |
| 2024 | MBC      | 《搜查班長1958》              | 金玉   | 配角 |

### 電影
| 年份 | 片名              | 角色   | 性質 | 備註     |
| 2022 | 《虛構電影—毒品》 | 閔彩麟 | 配角 | 短篇電影 |
| 2022 | 《虛構電影—王子》 | 閔彩麟 | 主演 | 短篇電影 |

### 話劇
| 年份 | 劇目     | 角色 | 時間        | 備註  |
| 2022 | 《海鷗》 | Nina | 12.21~02.05 | [ 4 ] |

### MV
| 日期          | 歌名                             | 歌手   | 備註   |
| 2024年1月25日 | 《你的世界（The World of You）》 | 金範秀 | 與玄彬 |

## 外部連結
- 官方网站
- 金序晏的Instagram帳戶
- 金序晏在NAVER上的资料
- 金序晏在Daum上的资料
- 金序晏在互联网电影资料库（IMDb）上的資料（英文）
- 金序晏在HanCinema的頁面（英文）